# Kościół Świętych Apostołów Piotra i Pawła w Pułtusku
Kościół Świętych Apostołów Piotra i Pawła w Pułtusku – rzymskokatolicki kościół parafialny należący do dekanatu pułtuskiego diecezji płockiej.
Jest to świątynia pojezuicka i pobenedyktyńska. Budowla została ukończona w 1570 roku. Rozbudowana została w 1583 roku. Po zniszczeniu kościoła przez pożar, w 1646 roku rozpoczęły się prace przy budowie nowej, istniejącej do dziś, trójnawowej świątyni. Prace ciągnęły się przez wiele lat. Wieże zostały wybudowane na początku XVIII stulecia. Kościół konsekrowano w 1718 roku. Podczas pożaru Pułtuska, w 1875 roku świątynia spłonęła razem z wyposażeniem i zawaliło się sklepienie. Odbudowa trwała w latach 1875-1880. W 1880 roku dach został pokryty blachą, kościół otrzymał dzwony, ołtarze i ławki.

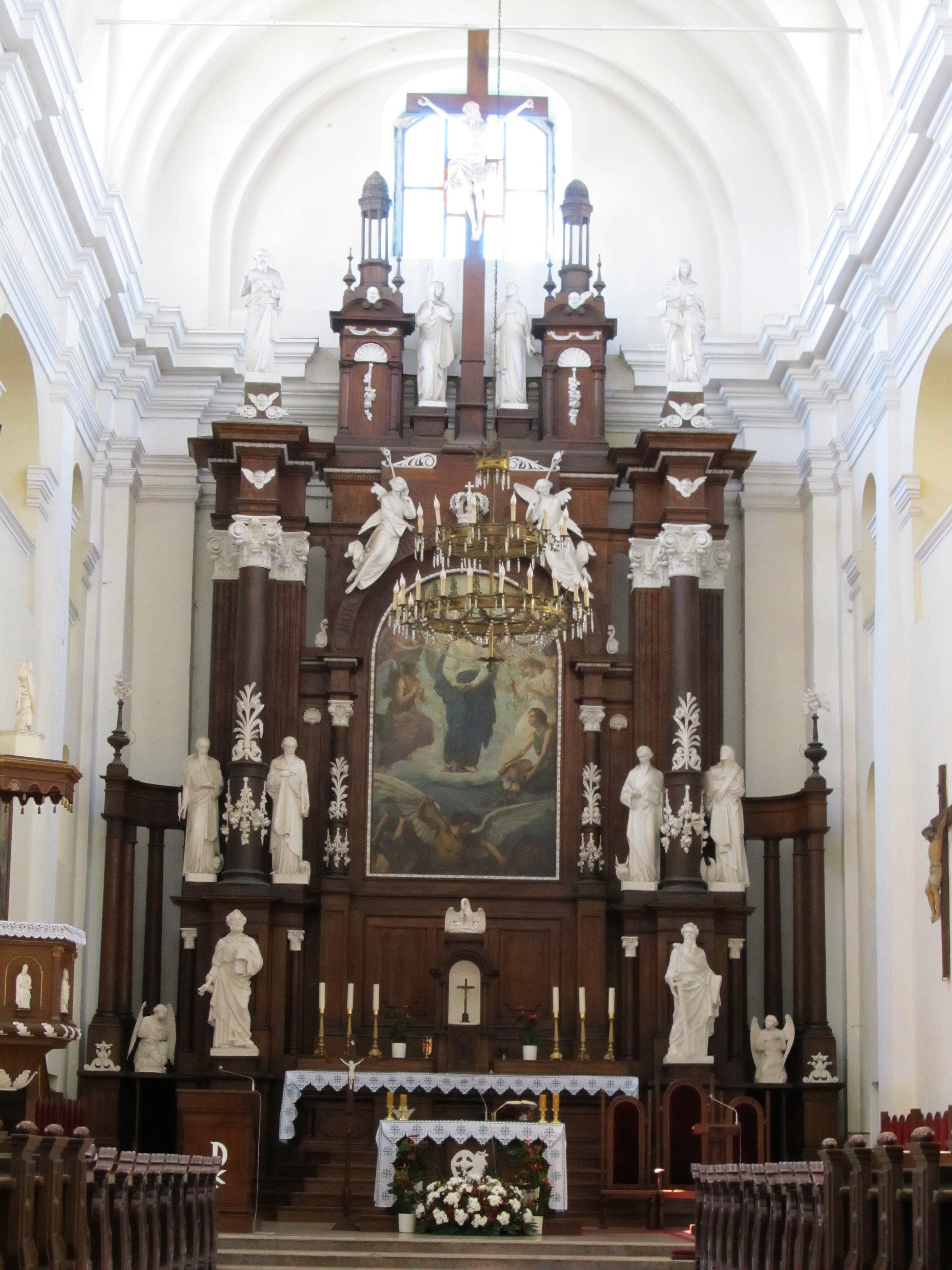
Prezbiterium

Obecnie w ołtarzu głównym jest umieszczony obraz Niepokalanego Poczęcia Najświętszej Maryi Panny, pędzla Wojciecha Gersona. Po bokach znajdują się metalowe figury św. Apostołów Piotra i Pawła. W kaplicy Serca Jezusowego znajduje się obraz namalowany przez M. Łubieńską, a w lewej kaplicy obraz św. Stanisława Kostki.